# ゾーゾー・ウー
ゾーゾー・ウー（Zaw Zaw Oo、1990年2月20日 - ）は、ミャンマー出身のプロ野球選手（投手）。野球ミャンマー代表選手で、四国アイランドリーグplusの香川オリーブガイナーズと徳島インディゴソックスに在籍歴がある。
なお、ミャンマーにはU-23のサッカー代表に所属していた同名の選手（en）がいるが、別人である。

## 経歴
ヤンゴン出身。幼い頃はサッカーが好きだったという。ミャンマー代表選手だった兄の影響を受けて、12歳で野球を始める。ミャンマー代表監督を務めていた日本人の岩崎亨が運営する学校に通っていた。投手となったのは、兄に比べて背が低かったこと、左利きだったことが要因だった。2007年の東南アジア競技大会では先発投手として出場している。下半身を強化するため、2011年には約半年間プロサッカーチームにも所属した。
四国アイランドリーグplusのCEOを務める鍵山誠はミャンマーを訪問した際に岩崎からウーを紹介された。鍵山はリーグでの受け入れを決定し、2013年6月に香川オリーブガイナーズに入団した。ウーは外国のプロリーグに所属する最初のミャンマー人野球選手となった。
入団の記者会見ではミャンマーの正装「タイポン」を着用し、岩崎も同席した。目標とする選手は同じ左腕の杉内俊哉だと会見で述べている。
同年6月29日の愛媛マンダリンパイレーツ戦で、4回から来日初登板したが、最初の打者に安打を許して降板した。7月15日の愛媛戦では来日初先発するも、1回1/3、1失点（自責点0）で敗戦投手となる。シーズン通しては2試合の先発を含む7試合に登板したが、未勝利に終わり、防御率は6.75だった。
徳島インディゴソックスと対戦したリーグチャンピオンシップ第3戦では7回2死に登板、4球で打者を打ち取った。
2014年のシーズンは4試合に登板。シーズン最終戦となった9月18日の対高知ファイティングドッグス戦では、3番手として3回2死から登板、1球で打者を打ち取る。香川が7人の継投で勝ちを収めたこの試合で勝利投手はウーと認定され、初勝利を1球でマークすることとなった。
オフは支援者の運営する介護施設での研修とトレーニングに費やし、来日から2015年のシーズン終了まで帰国しなかった。
2015年12月18日、徳島インディゴソックスに移籍することが発表された。
予告通り2015年のオフに帰国、2016年2月6日にミャンマー代表とミャンマー在住日本人チームの試合に「凱旋登板」した。徳島での初年度である2016年は4試合に登板、勝敗・セーブ等はつかなかった。
2017年はリリーフとして起用され、4月14日の愛媛戦で3年ぶりの勝利を挙げ、前期では7試合に登板して2勝0敗、防御率2.31の成績だった。監督の養父鐵は、「成績が出てきたことによって自信が付いていると思う」と述べている。
2018年のシーズン終了後、徳島を退団することが発表された。

## プレースタイル
オーバースローでありながら球速は120km/h程度しかなく、その向上が課題と報じられていた。スライダーと「ゾーゾーボール」と呼ばれる独特のカーブを投げるという。香川在籍中にコーチの伊藤秀範からトレーニング（ランニング、腹筋運動）の指導を受け、ストレートの球速は130km/hを超えるまで向上した。2017年のシーズンからはツーシームを使うようになっている。

## 人物
4年を超える日本滞在により、日本語を操り、日本食などにも親しむようになった。体格は2017年時点で、体重が香川入団当時より7kg増えている。
ミャンマーへの野球の普及を夢としており、帰国の際には学校でプレーの実演や中古の野球用品の寄贈をおこなっている。

## 詳細情報

### 年度別投手成績
| 年 度    | 球 団    | 防 御 率 | 登 板 | 勝 利 | 敗 戦 | セ 丨 ブ | 完 投 | 完 封 | 無 四 球 | 投 球 回 | 打 者 | 被 安 打 | 被 本 塁 打 | 奪 三 振 | 与 四 球 | 与 死 球 | 失 点 | 自 責 点 | 暴 投 | ボ 丨 ク |
| -------- | -------- | -------- | ----- | ----- | ----- | -------- | ----- | ----- | -------- | -------- | ----- | -------- | ----------- | -------- | -------- | -------- | ----- | -------- | ----- | -------- |
| 2013     | 香川     | 6.75     | 7     | 0     | 1     | 0        | 0     | 0     | 0        | 5.1      | 28    | 5        | 0           | 1        | 7        | 1        | 5     | 4        | 0     | 0        |
| 2014     | 香川     | 23.63    | 4     | 1     | 0     | 0        | 0     | 0     | 0        | 2.2      | 18    | 4        | 1           | 1        | 4        | 2        | 7     | 7        | 0     | 0        |
| 2015     | 香川     | 19.29    | 5     | 0     | 0     | 0        | 0     | 0     | 0        | 2.1      | 17    | 3        | 0           | 1        | 6        | 1        | 5     | 5        | 1     | 1        |
| 2016     | 徳島     | 0.00     | 4     | 0     | 0     | 0        | 0     | 0     | 0        | 2.2      | 11    | 2        | 0           | 1        | 1        | 0        | 0     | 0        | 1     | 0        |
| 2017     | 徳島     | 1.52     | 19    | 2     | 0     | 0        | 0     | 0     | 0        | 23.2     | 94    | 17       | 0           | 6        | 6        | 3        | 7     | 4        | 1     | 0        |
| 2018     | 徳島     | 0.00     | 7     | 0     | 0     | 0        | 0     | 0     | 0        | 5.1      | 22    | 4        | 0           | 4        | 4        | 0        | 0     | 0        | 0     | 0        |
| 通算:6年 | 通算:6年 | 4.29     | 46    | 3     | 1     | 0        | 0     | 0     | 0        | 42.0     | 190   | 35       | 1           | 14       | 28       | 7        | 24    | 20       | 3     | 1        |

### 背番号
- 13 （2013年 - 2015年）
- 16 （2016年 - 2018年）

## その他
ユニホームの背ネームは「Oo」の2文字であり、これは胡金龍（HU）・呉念庭（WU）と並び、歴代最短である。なお、歴代で最も背ネームが長いのはジャロッド・サルタラマッキア（SALTALAMACCHIA）の14文字である。（日本における歴代最高は下敷領悠太（SHIMOSHIKIRYO）の13文字である。）
ネームがなかった時代の選手としては井洋雄（い・ひろお）がおり、姓をローマ字表記すると「I」となるため、「日本のプロ野球選手でローマ字表記の姓が最短」ではない。